# Arkona (polski zespół muzyczny)
Arkona – polska grupa metalowa, powstała z inicjatywy muzyków o pseudonimach Khorzon i Messiah, którzy postanowili założyć zespół obracający się w klimatach surowego black metalu i pogaństwa. Pierwsze nagranie dema pt. The Unholy War zostało wydane w 1993 roku nakładem własnym. Kolejne demo z tekstami polskojęzycznymi, pt. Bogowie Zapomnienia, nagrane zostało w roku 1994. To właśnie wydawnictwo zwróciło uwagę wytwórni Morbid Madness Records, za pomocą której Arkona miała nagrać swój pierwszy, pełny album. Mimo planów, pierwsza oficjalna płyta Imperium została wydana sumptem wytwórni Astral Wings Records. Kolejny album, Zeta Reticuli został nagrany w 1996 roku nakładem Folter Records. W 2002 roku zespół wydał album Nocturnal Arkonian Hordes już pod skrzydłami czeskiej Eclipse Productions.

## Dyskografia
Albumy
- Imperium (1996)
- Zeta Reticuli: A Tale About Hatred and Total Enslavement (2001)
- Nocturnal Arkonian Hordes (2002)
- Konstelacja Lodu (2003)
- Chaos.Ice.Fire (2013)[3]
- Lunaris (2016)[4]
- Age of Capricorn (2019)[2]
- Stella Pandora (2024)

Splity
- Zrodzony Z ognia I Lodu / Mankind's Funeral (2004)
- Holokaust Zniewolonych Mas / Diabolus Perfectus / Raise The Blasphemer (2005)
- W Szponach Wojennej Bestii (2006)
- Jesienne Krakowskie Zgliszcza (2013)

Dema
- Bogowie Zapomnienia (1994)
- An Eternal Curse of the Pagan Godz (1994)
- Zeta Reticuli: A Tale About Hatred and Total Enslavement (1999)

Kompilacje
- An Eternal Curse of the Pagan Godz (1997)
- Bogowie Zapomnienia (2005)
- Raw Years 1993-95 (2005)
- Wszechzlodowacenie (2008)